# Mühlental (Unterland)

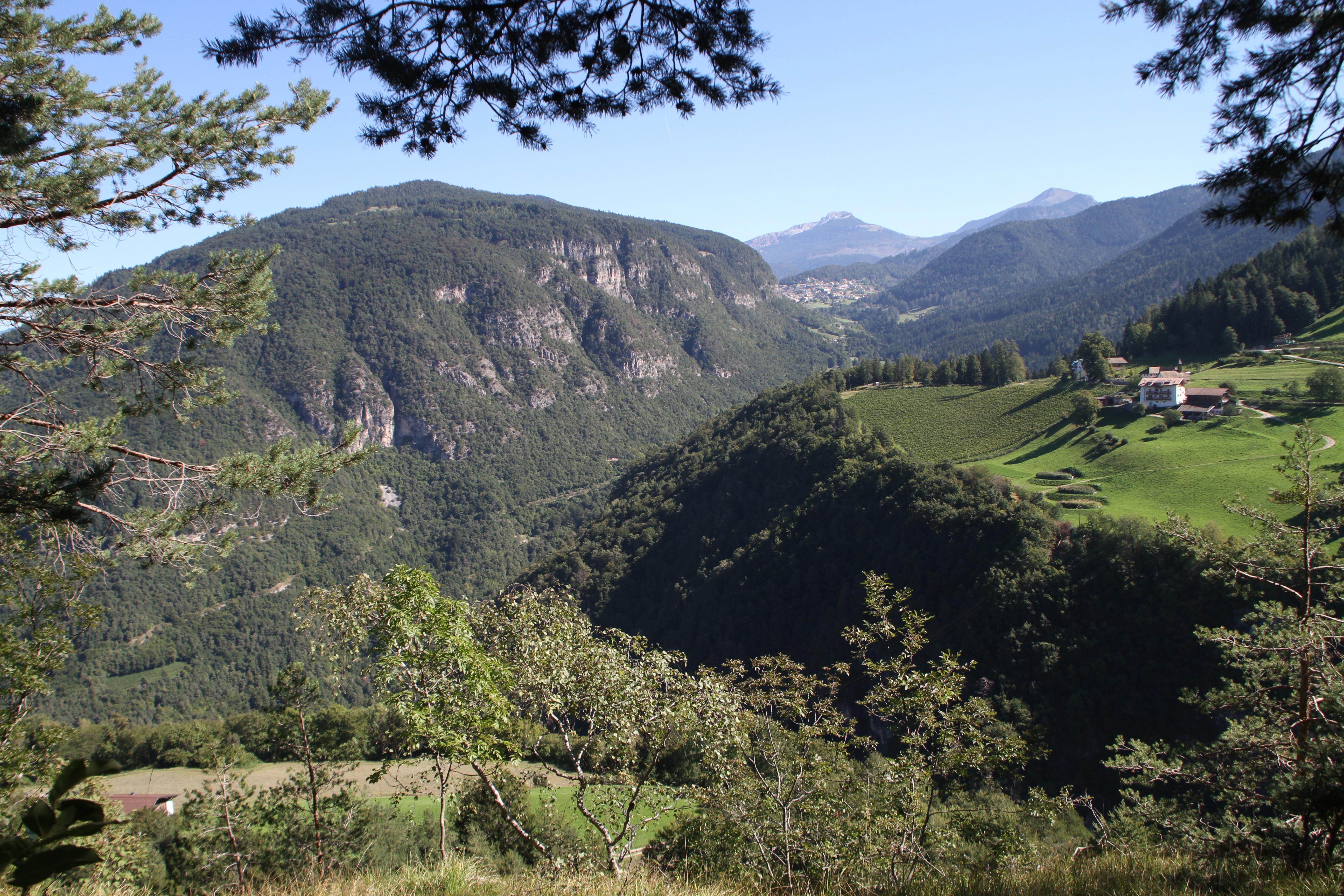
Blick ins obere Mühlental von Gschnon aus

Das Mühlental ist ein orographisch linkes Seitental des Etschtals bzw. Unterlands in Südtirol. Entwässert wird es durch den Trudner Bach. Für den oberen Talabschnitt ist auch Trudner Tal, für den untersten Talabschnitt mitunter die Bezeichnung Kaldiffer oder Caldiffer Tal gebräuchlich (siehe auch Burgruine Kaldiff). Der Talname rührt von den zahlreichen Mühlen, die hier früher vom Bachlauf betrieben wurden, und ist urkundlich im Jahr 1550 in der Lagebezeichnung „farweg aus der Vill zu den mülln hinauf“ bezeugt.
Das Mühlental zweigt bei Neumarkt bzw. dessen Ortsteil Vill zunächst ostwärts in die zu den Fleimstaler Alpen gerechneten Höhenzüge zwischen Etsch- und Fleimstal ab und wendet sich später Richtung Nordosten. Begleitet wird es dabei auf der nördlichen Seite vom Cislon, auf der südlichen von der Königswiese und vom Trudner Horn. Es ist in weiten Teilen im Naturpark Trudner Horn unter Schutz gestellt.
Am mittelgebirgigen Sattel am oberen Talausgang befindet sich das Dorf Truden, Hauptort der gleichnamigen Gemeinde, zu der auch die etwas unterhalb gelegene Ortschaft Mühlen gehört. Der mittlere Talabschnitt liegt in der Gemeinde Montan, zu der der erhöht auf einer Terrasse auf der Südseite gelegene Weiler Gschnon rechnet. Der enge untere Talausgang zwischen den Hängen und Terrassen von Glen und Pinzon im Norden und Mazon im Süden ist schließlich zwischen den Gemeinden Montan und Neumarkt aufgeteilt.